# Atlético Tucumán
Club Atlético Tucumán este un club de fotbal din argentina cu sediul în San Miguel, Tucumán.Echipa își susține meciurile de acasă pe Estadio Monumental Presidente Jose Fierro.

## Lotul actual
La 24 august 2017..
| Nr. |           | Poziție | Jucător                                   |
| --- | --------- | ------- | ----------------------------------------- |
| 1   | Argentina | P       | Cristian Lucchetti                        |
| 7   | Argentina | A       | Luis Miguel Rodríguez                     |
| 8   | Argentina | M       | Guillermo Acosta                          |
| 12  | Argentina | P       | Franco Pizzicanella                       |
| 14  | Argentina | M       | Emanuel Molina                            |
| 15  | Argentina | M       | Gastón Iturrieta                          |
| 19  | Argentina | M       | David Barbona                             |
| 20  | Argentina | A       | Fabio Álvarez                             |
| 22  | Argentina | M       | Franco Quiroga                            |
| 25  | Argentina | M       | David Valdez                              |
| 26  | Columbia  | M       | Jairo Palomino                            |
| 29  | Argentina | M       | Rodrigo Aliendro                          |
| 30  | Argentina | M       | Matías Ballini                            |
| 34  | Argentina | M       | Ezequiel Cirigliano                       |
| 35  | Argentina | M       | Tomás Cuello                              |
| 37  | Argentina | A       | Martín Peralta                            |
| 38  | Argentina | M       | Mauricio Sanna                            |
|     | Argentina | F       | Alejandro Melo (on loan from San Lorenzo) |

| Nr. |           | Poziție | Jucător                                    |
| --- | --------- | ------- | ------------------------------------------ |
|     | Argentina | F       | Alejandro Montiel                          |
|     | Argentina | P       | Alejandro Sánchez                          |
|     | Argentina | F       | Cristian Villagra                          |
|     | Argentina | M       | Dardo Miloc                                |
|     | Argentina | P       | Facundo Daffonchio                         |
|     | Argentina | F       | Francisco Grahl                            |
|     | Argentina | F       | Franco Sbuttoni                            |
|     | Argentina | F       | Gervasio Núñez                             |
|     | Uruguay   | M       | Gonzalo Freitas                            |
|     | Argentina | A       | Hernán Hechalar                            |
|     | Argentina | A       | Ismael Blanco                              |
|     | Uruguay   | A       | Mauricio Affonso                           |
|     | Argentina | F       | Mauro Osores                               |
|     | Argentina | F       | Nahuel Zárate                              |
|     | Argentina | F       | Nicolás Romat                              |
|     | Uruguay   | F       | Rafael García (on loan from Nacional)      |
|     | Argentina | F       | Yonathan Cabral (on loan from Racing Club) |

## Internaționali importanți
Alberto Chividini